# أ. بي. فروست
أ. بي. فروست (بالإنجليزية: A. B. Frost)‏ هو رسام كارتون أمريكي، ولد في 17 يناير 1851 في فيلادلفيا في الولايات المتحدة، وتوفي في 22 يونيو 1928 في باسادينا في الولايات المتحدة.

## وصلات خارجية
- أ. بي. فروست على موقع الموسوعة البريطانية (الإنجليزية)